# Mývatn
Komáří jezero (islandsky Mývatn) je jezero na severovýchodě Islandu. Má rozlohu 38 km² a dosahuje hloubky maximálně 4,5 m, průměrně však jen 2,5 m. Leží v nadmořské výšce 277 m. Vyplňuje starou ledovcovou kotlinu zahrazenou lávovým potokem.

## Ostrovy
Nad hladinu jezera vyčnívá zhruba 50 vulkanických ostrovů a ostrůvků, oddělených krátery. Jsou vysoké 20 až 30 m. U východního pobřeží jsou fumaroly.

## Vlastnosti vody
Je zde voda modrého odstínu, která se vyznačuje vysokou průzračností.

## Vodní režim
Odtok zajišťuje směrem na sever do Grónského moře řeka Laxá (délka 58 km).

## Fauna
V létě se nad jezerem vznášejí hejna pakomárů, od čehož pochází jeho pojmenování.
Velký význam má jezero především jako hnízdiště četných druhů ptáků. Pro oblast je typický hohol islandský, dále se zde objevuje polák chocholačka, kačka strakatá, husa velká, morčák prostřední, labuť zpěvná i potápka žlutorohá.

## Využití
Jezero je jedním z nejoblíbenějších turistických cílů na Islandu. I s okolím je od roku 2004 chráněnou přírodní rezervací.